# Victor Graeff
Victor Graeff este oraș și o municipalitate din statul un oraș în Rio Grande do Sul (RS), Brazilia.